# Москов, Владимир Семёнович
Владимир Семёнович Москов (1901—1960) — сотрудник советских органов государственной безопасности и охраны правопорядка, начальник отдела железнодорожной милиции и помощник начальника ГУРКМ НКВД СССР, полковник интендантской службы.

## Биография
Родился в еврейской семье. Окончил 7-летнее реальное училище. Окончил Среднеазиатский государственный университет в Ташкенте (3-летнее обучение).
Член ВКП(б) с ноября 1918. В апреле-декабре 1918 служил в РККА. С декабря 1918 в органах Витебской губернской ЧК. В годы Гражданской войны служил в особом отделе 5-й армии, а затем в военном контроле и госполитохране Дальневосточной республики. С 1921 служил в органах ГПУ в Сибири и Средней Азии. С декабря 1924 по 1927 начальник организационно-административного управления полномочного представительства ОГПУ СССР по Средней Азии. С 1927 на руководящих должностях в полномочных представительствах ОГПУ по Ленинградскому военному округу и Московской области. С 27 февраля 1934 начальник Управления рабоче-крестьянской милиции Сталинградского края. С 16 марта 1937 начальник отдела по борьбе с хищениями социалистической собственности и спекуляцией ГУРКМ НКВД СССР. С 1938 начальник отдела железнодорожной милиции и помощник начальника ГУРКМ НКВД СССР.
27 ноября 1939 года уволен из органов НКВД «по служебному несоответствию, в аттестационном порядке». В марте 1942 восстановлен в органах НКВД, вновь присваивают специальное звание старший майор милиции и назначают заместителем управляющего треста «Дальстройснаб» НКВД.
Начальник снабжения предприятий «Дальстроя» и Норильского комбината.
В июле 1950 года уволен по болезни в отставку с должности заместителя начальника Московской конторы Норильского комбината МВД.

### Звания
- Старший майор милиции (июль 1936);
- Инспектор милиции (апрель 1939);
- Старший майор милиции (март 1942);
- Полковник интендантской службы (1943).

### Награды
- Знак «Почётный работник ВЧК—ГПУ» № 345;